# La Peur au bout du fil
La Peur au bout du fil est la cinquante-sixième histoire de la série Spirou et Fantasio d'André Franquin, Greg et Jidéhem. Elle est publiée pour la première fois dans Spirou du no 1086 au no 1092. Il s'agit d'une histoire courte.

## Univers

### Synopsis
Le Comte est ravi : au cours d'une conversation téléphonique, il explique à Spirou qu'il est parvenu à sécuriser le « X4 » — un produit de son invention, qu'il a extrait de champignons, et qui décuple les facultés intellectuelles — en isolant les composants nocifs. Cependant, par distraction, il avale le résidu en question qui, instantanément, lui fait perdre la raison. 
À la suite de ce coup de fil inquiétant, Spirou et Fantasio préviennent le biologiste, un confrère du Comte, en lui demandant de l'aide. Tous les trois se retrouvent bientôt à Champignac pour tenter de porter secours à leur malheureux ami. 
Pendant ce temps, le Comte de Champignac a complètement changé de personnalité : il est devenu grossier — il ne cesse de répéter : « Moi je vous dis zut » — et particulièrement méchant, puisqu'il fomente le projet de détruire la nouvelle statue que le maire doit inaugurer, en vissant sur celle-ci une bombe au métomol. 
Fort heureusement, le Comte est maîtrisé par ses amis, reçoit une injection de l'antidote préparé par le biologiste et retrouve finalement la raison, avant d'avoir pu déclencher l'explosion. Hélas, par facétie, le Marsupilami saute sur le détonateur et la statue du maire se ratatine…

### Personnages
- Spirou
- Fantasio
- Spip
- Marsupilami
- Comte de Champignac
- Le Biologiste (première apparition)
- Le Maire de Champignac
- Dupilon (première apparition)

## Publication

### Revues
- L'aventure est publiée pour la première fois dans Spirou du no 1086 au no 1092.

### Album
- L'aventure fait également partie de l'album Le Voyageur du Mésozoïque